# Ушеніна Анна Юріївна
Анна Юріївна Ушеніна (нар. 30 серпня 1985, Харків) — українська шахістка, міжнародний майстер (2007), гросмейстер (2012), чотирнадцята чемпіонка світу із шахів серед жінок. 
Чемпіонка України 2005 року. Чемпіонка Європи із шахів (2016), чемпіонка Європи із швидких шахів (рапід) 2025 року.

У складі жіночої збірної України — переможниця шахової олімпіади 2006 року, чемпіонка світу 2013 року, чемпіонка Європи 2013 року.
Її рейтинг станом на січень 2025 року — 2418 (34-те місце в світі, 4-те — серед шахісток України).

## Життєпис

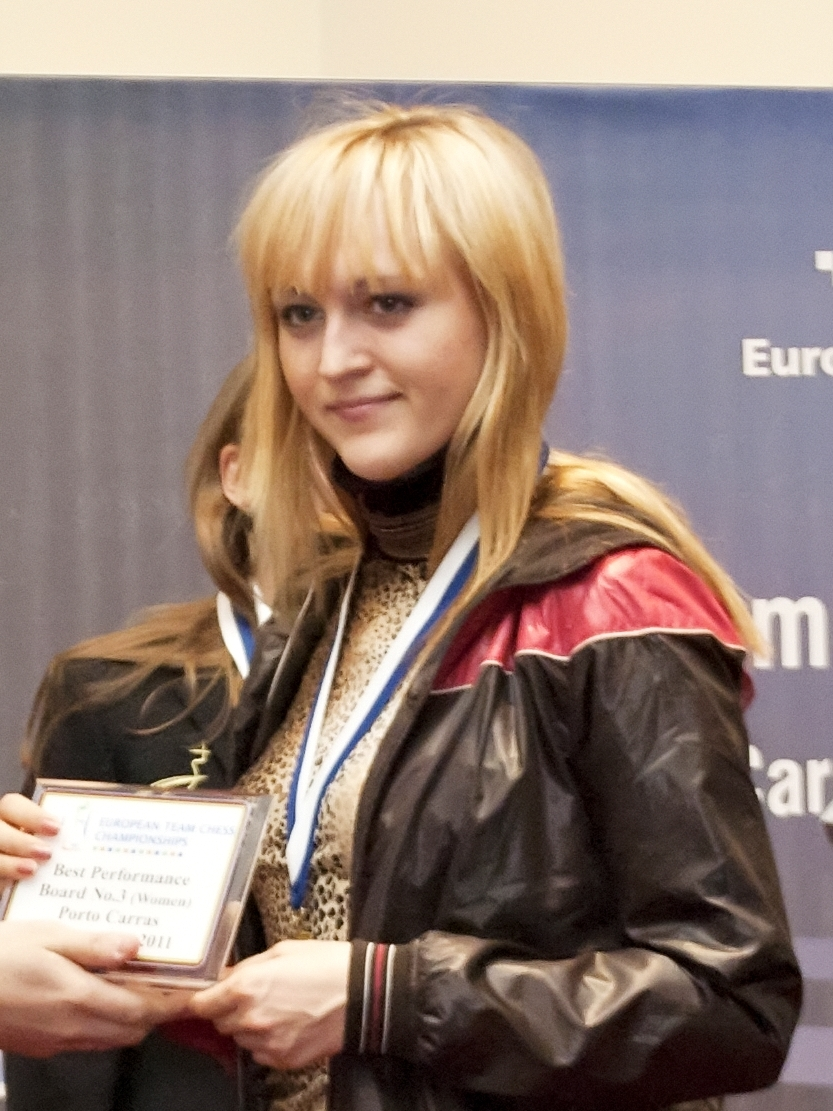
На отриманні золотої медалі, 2011 рік

Народилась у Харкові, де й нині мешкає з родиною. У віці семи років за ініціативою матері, яка вважала, що дочка має розвивати інтелектуальні і творчі здібності, почала займатись шахами, а також малюванням і музикою. Багато навичок у шахах здобула самотужки, навчалась у Краматорську. У вільний час полюбляє читати детективи, слухає класичну та популярну музику. Представниця харківського «Динамо».

## Виступи
1997 року в Києві перемогла на чемпіонаті України серед дівчат до 12 років. 1998 і 1999 року повторила свій результат на чемпіонах України серед дівчат до 14 років у Києві. 2002 року в Краматорську (у віці 15 років) виграла чемпіонат України серед дівчат до 20 років. 2005 року перемогла на чемпіонаті України серед жінок в Алушті. На першості Європи серед жінок у Пловдиві посіла 3-є місце.
2002 року разом з українською національною командою до 18 років завоювала золоті медалі на чемпіонаті Європи серед дівчат. Крім того, Анна Ушеніна отримала срібну медаль за результат 4½ з 6 очок на першій дошці.
У складі жіночої національної команди України брала участь у першостях Європи 2005 і 2007 років, на останній, в Іракліоні отримала особисту золоту медаль на 3-й дошці за результат 5 з 7.
На шаховій олімпіаді 2006 року в Турині, коли команда завоювала золоту медаль, була запасною.
В Єкатеринбурзі 2007 року на командній першості світу грала на 2-й дошці (6 ½ з 9), здобула командну бронзову медаль.
На олімпіаді в Дрездені 2008 року разом з командою здобула 3-є місце, грала на 3-й дошці.
У Стамбулі на 40-й Міжнародній шаховій Олімпіаді (з 27 серпня по 9 вересня 2012 р.) у складі жіночої збірної України Анна Ушеніна посіла 3-є місце й набрала на своїй дошці 7 очок з 10 можливих (без жодної поразки), зробивши істотний внесок у підсумковий результат команди.

### 2010-ті
У квітні 2014 Анна з результатом 14½ очок з 30 можливих посіла лише 20 місце на чемпіонаті світу з бліцу, що проходив в Ханти-Мансійську. Та з результатом 8½ очок з 15 можливих (+6-4=5) посіла 7 місце на чемпіонаті світу з рапіду.
У серпні 2014 року виступаючи на третій дошці в 41-й шаховій олімпіаді, що проходила в Тромсе, Ушеніна набравши 5½ очок з 9 можливих (+3-1=5), допомогла збірній України посісти 3-є місце серед 177 країн.
У листопаді 2014 року Анна поступившись Юлії Осьмак в 1 турі чемпіонату України, що проходив у Львові, не з'явилася на партію другого туру та покинула змагання, не зробивши при цьому жодних офіційних заяв.
У грудні 2014 року виступаючи на «Всесвітніх інтелектуальних іграх» посіла:
 — 3 місце на турнірі з швидких шахів, набравши 4½ очки з 7 можливих (+3-1=3),
 — 12 місце на турнірі з блискавичних шахів, набравши 13 очок з 30 можливих (+8-12=10),
 — 10 місце на турнірі з «баску», набравши 5 очок з 10 можливих (+4-4=2).
У березні 2015 року Анна поступилася в 1/16 фіналу чемпіонату світу з шахів, що проходив у Сочі, французькій шахістці Марі Себаг на тай-брейку з загальним рахунком 1½ — 2½.
У квітні 2015 року Ушеніна у складі збірної України посіла 5-е місце на командному чемпіонаті світу, що проходив у китайському місті Ченду. Набравши 37,5 % від числа можливих очок, Анна посіла лише 7-е місце серед шахісток, які виступали на третій шахівниці.
У травні 2015 року набравши 5½ очок з 11 можливих (+3-3=5) Анна посіла лише 49 місце на чемпіонаті Європи, що проходив у грузинському місті Чакві.
У листопаді 2015 року у складі збірної України Анна стала срібною призеркою командного чемпіонату Європи, що проходив у Рейк'явіку. Її індивідуальний показник на турнірі — 2 місце серед шахісток, які виступали на четвертій шахівниці (6 очок з 7 можливих, турнірний перфоманс — 2593).

У червні 2016 року виграла у Румунії Чемпіонат Європи серед жінок.
У вересні 2016 року в складі збірної України стала бронзовим призером шахової олімпіади, що проходила в Баку. Набравши 6½ з 9 можливих очок (+5-1=3), Аня посіла 4 місце серед шахісток, які виступали на 4-й шахівниці.
У грудні 2016 року на чемпіонаті світу зі швидких та блискавичних шахів, що проходив у м. Доха (Катар), Анна посіла:
 — 15-те місце на турнірі зі швидких шахів, набравши 6½ з 12 очок (+4-2=5),
 — 21-ше місце на турнірі з блискавичних шахів, набравши 9 з 17 очок (+7-6=4).
На чемпіонаті Європи зі швидких та блискавичних шахів, що проходив у Тбілісі з 30 березня по 1 квітня 2018 року, Анна посіла:
 — 4 місце на турнірі із швидких шахів, набравши 8 очок з 11 можливих (+6-1=4),
 — 21 місце на турнірі з блискавичних шахів, набравши 7½ очок з 13 можливих (+6-4=3).
Анна Ушеніна виграла бронзову медаль на XIX чемпіонаті Європи з шахів серед жінок, який завершився 19 квітня, у Високих Татрах (Словаччина).
У жовтні 2018 року Ушеніна у складі збірної України стала срібним призером шахової олімпіади, що проходила в Батумі. Набравши 5 очок з 9 можливих (+4-3=2), Анна посіла 12-те місце серед шахісток, які виступали на 3-й шахівниці.
У листопаді 2018 року взяла участь у чемпіонаті світу серед жінок, де поступилася в 1/16 фіналу росіянці Валентині Гуніній з рахунком ½ — 1½.
У грудні 2018 року на чемпіонаті світу зі швидких та блискавичних шахів, посіла:
 — 32 місце у турнірі зі швидких шахів, набравши 7 очок з 12 можливих (+4-2=6),
 — 7 місце у турнірі з блискавичних шахів, набравши 11½ очок з 17 можливих (+9-3=5).
У березні 2019 року Анна Ушеніна у складі збірної України посіла 4-те місце на командному чемпіонаті світу, що проходив в Астані, її результат на третій шахівниці — 3 очки з 7 можливих (+1-4=2).
У жовтні-листопаді 2019 року у складі збірної України посіла 4-те місце на командному чемпіонаті Європи, що проходив у Батумі. Набравши 3 з 7 можливих очок (+1-2=4), Анна показала лише тринадцятий результат серед шахісток, які виступали на першій шахівниці.
Наприкінці грудня 2019 року на чемпіонаті світу зі швидких та блискавичних шахів, Ушеніна посіла:
 — 25-те місце у турнірі зі швидких шахів, набравши 8½ очок з 12 можливих (+7-3=3),
 — 21-ше місце у турнірі з блискавичних шахів, набравши 10½ очок з 17 можливих (+9-5=3).

### 2020-ті
На чемпіонаті Європи із швидких та блискавичних шахів 2023, що проходив у Монте-Карло з 12 по 14 січня 2024 року, Анна Ушеніна посіла:
 — 6 місце у турнірі з бліцу, набравши 9½ очок з 13 можливих (+8-2=3),
 — 9 місце у турнірі з рапіду, набравши 7½ очок з 11 можливих (+5-1=5).
На чемпіонаті Європи із швидких та блискавичних шахів, що проходив у Монте-Карло з 9 по 12 січня 2025 року, Анна посіла:
 — 2 місце у турнірі з бліцу, набравши 10 очок з 13 можливих (+9-2=2),
 — 1 місце у турнірі з рапіду, набравши 8½ очок з 11 можливих (+6-0=5).

## Чемпіонат світу 2012
2012 року на світовій першості в Ханти-Мансійську (РФ) Ушеніна стала першою українською чемпіонкою світу з шахів серед жінок за часів Незалежності. У фіналі Анна 1 грудня на тай-брейку обіграла десяту чемпіонку світу (2004—2006) Антоанету Стефанову з Болгарії (2-2; 1 ½ — ½). Ушеніна виграла шахову корону, ставши чотирнадцятою чемпіонкою світу в історії.

## Статистика виступів у складі збірної України
Анна Ушеніна за період 2005—2024 років зіграла за жіночу збірну України у 26-ти турнірах, зокрема: шахова олімпіада — 9 разів, командний чемпіонат світу — 7 разів, командний чемпіонат Європи — 10 разів. При цьому ставши переможницею усіх трьох командних турнірів, зокрема шахових олімпіад 2004 та 2022 років, командного чемпіонату світу 2013 року та командного чемпіонату Європи 2013 року. Крім того, в активі Анни срібло (2008, 2018) та бронза (2012, 2014, 2016) шахових олімпіад, бронза чемпіонатів світу 2007, 2009 років, а також срібло (2015) та двічі бронза чемпіонатів Європи (2009, 2017).

Також Анна здобула 8 індивідуальних нагород (дві золоті, три срібні та три бронзові).

 Загалом у складі збірної України Анна Ушеніна зіграла 205 партій, в яких набрала 124 очки (+77=94-34), що становить 60,5 % від числа можливих очок.
| Рік  | Турнір           | Місто           | Збірна  | Дошка  | Рейтинг | + | = | − | Результат | % очок | Турнірний рейтинг | Командне місце | Особисте місце |
| ---- | ---------------- | --------------- | ------- | ------ | ------- | - | - | - | --------- | ------ | ----------------- | -------------- | -------------- |
| 2005 | чемпіонат Європи | Гетеборг        | Україна | 4      | 2389    | 0 | 6 | 0 | 3 з 6     | 50,0   | 2341              | 7              | 12             |
| 2006 | шахова олімпіада | Турин           | Україна | резерв | 2397    | 4 | 6 | 0 | 7 з 10    | 70,0   | 2465              | Gold           | 9              |
| 2007 | чемпіонат Європи | Іракліон        | Україна | 3      | 2486    | 4 | 2 | 1 | 5 з 7     | 71,4   | 2451              | 4              | Gold           |
|      | чемпіонат світу  | Єкатеринбург    | Україна | 2      | 2475    | 5 | 3 | 1 | 6½ з 9    | 72,2   | 2532              | Bronze         | Bronze         |
| 2008 | шахова олімпіада | Дрезден         | Україна | 3      | 2496    | 4 | 4 | 1 | 6 з 9     | 66,7   | 2426              | Silver         | 6              |
| 2009 | чемпіонат Європи | Новий Сад       | Україна | 3      | 2474    | 1 | 3 | 2 | 2½ з 6    | 41,7   | 2304              | Bronze         | 19             |
|      | чемпіонат світу  | Нінбо           | Україна | 1      | 2448    | 1 | 5 | 2 | 3½ з 8    | 43,8   | 2420              | Bronze         | 8              |
| 2010 | шахова олімпіада | Ханти-Мансійськ | Україна | 3      | 2466    | 4 | 2 | 3 | 5 з 9     | 55,6   | 2364              | 9              | 11             |
| 2011 | чемпіонат Європи | Порто-Каррас    | Україна | 3      | 2463    | 4 | 4 | 0 | 6 з 8     | 75,0   | 2538              | 4              | Gold           |
|      | чемпіонат світу  | Мардін          | Україна | 1      | 2463    | 1 | 2 | 3 | 2 з 6     | 33,3   | 2294              | 5              | 8              |
| 2012 | шахова олімпіада | Стамбул         | Україна | 4      | 2433    | 4 | 6 | 0 | 7 з 10    | 70,0   | 2460              | Bronze         | 4              |
| 2013 | чемпіонат світу  | Астана          | Україна | 2      | 2477    | 5 | 2 | 1 | 6 з 8     | 75,0   | 2588              | Gold           | +              |
|      | чемпіонат Європи | Варшава         | Україна | 2      | 2492    | 5 | 3 | 0 | 6½ з 8    | 81,3   | 2584              | Gold           | Bronze         |
| 2014 | шахова олімпіада | Тромсе          | Україна | 3      | 2487    | 3 | 5 | 1 | 5½ з 9    | 61,1   | 2411              | Bronze         | 6              |
| 2015 | чемпіонат світу  | Ченду           | Україна | 3      | 2486    | 2 | 2 | 4 | 3 з 8     | 37,5   | 2286              | 5              | 7              |
|      | чемпіонат Європи | Рейк'явік       | Україна | 4      | 2438    | 6 | 0 | 1 | 6 з 7     | 85,7   | 2593              | Silver         | Silver         |
| 2016 | шахова олімпіада | Баку            | Україна | 4      | 2457    | 5 | 3 | 1 | 6½ з 9    | 72,2   | 2454              | Bronze         | 4              |
| 2017 | чемпіонат світу  | Ханти-Мансійськ | Україна | 1      | 2458    | 1 | 6 | 1 | 4 з 8     | 50,0   | 2451              | 5              | 4              |
|      | чемпіонат Європи | Крит            | Україна | 3      | 2445    | 1 | 4 | 2 | 3 з 7     | 42,9   | 2326              | Bronze         | 12             |
| 2018 | шахова олімпіада | Батумі          | Україна | 3      | 2475    | 4 | 2 | 3 | 5 з 9     | 55,6   | 2358              | Silver         | 12             |
| 2019 | чемпіонат світу  | Астана          | Україна | 2      | 2443    | 1 | 4 | 2 | 3 з 7     | 42,8   | 2320              | 4              |                |
|      | чемпіонат Європи | Батумі          | Україна | 1      | 2431    | 1 | 4 | 2 | 3 з 7     | 42,9   | 2360              | 4              | 13             |
| 2021 | чемпіонат Європи | Чатеж-об-Саві   | Україна | 1      | 2426    | 1 | 2 | 1 | 2 з 4     | 50,0   | 2367              | 4              |                |
| 2022 | шахова олімпіада | Ченнай          | Україна | 3      | 2423    | 6 | 3 | 0 | 7½ з 10   | 83,3   | 2528              | Gold           | Silver         |
| 2023 | чемпіонат Європи | Будва           | Україна | 1      | 2425    | 1 | 6 | 1 | 4 з 8     | 50,0   | 2331              | 4              | 18             |
| 2024 | шахова олімпіада | Будапешт        | Україна | 2      | 2417    | 3 | 5 | 1 | 5½ з 9    | 61,1   | 2370              | 8              | 12             |

## Результати виступів на чемпіонатах світу
| Чемпіонат                                                                        | № посіву (рейтинг) | Раунд | Суперник             | № посіву (рейтинг) | Результат | Рахунок |
| -------------------------------------------------------------------------------- | ------------------ | ----- | -------------------- | ------------------ | --------- | ------- |
| Чемпіонат світу 2006, Єкатеринбург (Росія), 10 — 27 березня 2006 року            | 38 (2398)          | 1/32  | Катерина Корбут      | 27 (2427)          | перемога  | 1½ — ½  |
| Чемпіонат світу 2006, Єкатеринбург (Росія), 10 — 27 березня 2006 року            | 38 (2398)          | 1/16  | Сюй Юйхуа            | 6 (2502)           | поразка   | ½ — 1½  |
|                                                                                  |                    |       |                      |                    |           |         |
| Чемпіонат світу 2008, Нальчик (Росія), 28 серпня — 18 вересня 2008 року          | 17 (2476)          | 1/32  | Ле Тхань Ту          | 48 (2325)          | перемога  | 1½ — ½  |
| Чемпіонат світу 2008, Нальчик (Росія), 28 серпня — 18 вересня 2008 року          | 17 (2476)          | 1/16  | Елізабет Петц        | 16 (2481)          | перемога  | 1½ — ½  |
| Чемпіонат світу 2008, Нальчик (Росія), 28 серпня — 18 вересня 2008 року          | 17 (2476)          | 1/8   | Світлана Матвєєва    | 33 (2412)          | перемога  | 2 — 0   |
| Чемпіонат світу 2008, Нальчик (Росія), 28 серпня — 18 вересня 2008 року          | 17 (2476)          | 1/4   | Олександра Костенюк  | 9 (2510)           | поразка   | ½ — 1½  |
|                                                                                  |                    |       |                      |                    |           |         |
| Чемпіонат світу 2010, Хатай (Туреччина), 2 — 24 грудня 2010 року                 | 28 (2460)          | 1/32  | Хуан Цянь            | 38 (2402)          | поразка   | 1½ — 2½ |
|                                                                                  |                    |       |                      |                    |           |         |
| Чемпіонат світу 2012, Ханти-Мансійськ (Росія), 10 листопада — 1 грудня 2012 року | 30 (2452)          | 1/32  | Дейзі Корі           | 35 (2429)          | перемога  | 1½ — ½  |
| Чемпіонат світу 2012, Ханти-Мансійськ (Росія), 10 листопада — 1 грудня 2012 року | 30 (2452)          | 1/16  | Анна Музичук         | 3 (2586)           | перемога  | 3 — 1   |
| Чемпіонат світу 2012, Ханти-Мансійськ (Росія), 10 листопада — 1 грудня 2012 року | 30 (2452)          | 1/8   | Наталя Погоніна      | 19 (2478)          | перемога  | 1½ — ½  |
| Чемпіонат світу 2012, Ханти-Мансійськ (Росія), 10 листопада — 1 грудня 2012 року | 30 (2452)          | 1/4   | Надія Косинцева      | 6 (2539)           | перемога  | 1½ — ½  |
| Чемпіонат світу 2012, Ханти-Мансійськ (Росія), 10 листопада — 1 грудня 2012 року | 30 (2452)          | 1/2   | Цзюй Веньцзюнь       | 15 (2501)          | перемога  | 2½ — 1½ |
| Чемпіонат світу 2012, Ханти-Мансійськ (Росія), 10 листопада — 1 грудня 2012 року | 30 (2452)          | Ф     | Антоанета Стефанова  | 16 (2491)          | перемога  | 3½ — 2½ |
|                                                                                  |                    |       |                      |                    |           |         |
| Чемпіонат світу 2013 (матч), Тайчжоу (Китай), 10 — 28 вересня 2013 року          | 2 (2500)           | Ф     | Хоу Іфань            | 1 (2609)           | поразка   | 1½ — 5½ |
|                                                                                  |                    |       |                      |                    |           |         |
| Чемпіонат світу 2015, Сочі (Росія), 16 березня — 6 квітня 2015 року              | 15 (2486)          | 1/32  | Чжан Сяовень         | 50 (2349)          | перемога  | 1½ — ½  |
| Чемпіонат світу 2015, Сочі (Росія), 16 березня — 6 квітня 2015 року              | 15 (2486)          | 1/16  | Марі Себаг           | 18 (2482)          | поразка   | 1½ — 2½ |
|                                                                                  |                    |       |                      |                    |           |         |
| Чемпіонат світу 2017, Тегеран (Іран), 10 лютого — 5 березня 2017 року            | 24 (2444)          | 1/32  | Анастасія Зезюлькіна | 41 (?)             | перемога  | 1½ — ½  |
| Чемпіонат світу 2017, Тегеран (Іран), 10 лютого — 5 березня 2017 року            | 24 (2444)          | 1/16  | Тань Чжун'ї          | 9 (24502)          | поразка   | 4 — 5   |
|                                                                                  |                    |       |                      |                    |           |         |
| Чемпіонат світу 2018, Ханти-Мансійськ (Росія), 2 — 23 листопада 2018 року        | 24 (2451)          | 1/32  | Ліліт Мкртчян        | 41 (2384)          | перемога  | 1½ — ½  |
| Чемпіонат світу 2018, Ханти-Мансійськ (Росія), 2 — 23 листопада 2018 року        | 24 (2451)          | 1/16  | Валентина Гуніна     | 9 (2525)           | поразка   | ½ — 1½  |

## Результати виступів у чемпіонатах України
Анна Ушеніна учасниця 6-ти фінальних турнірів чемпіонатів України серед жінок, набравши загалом 34 очки із 48 можливих (+23-3=22).
| Рік  | Місто    | Турнір                 | + | − | = | Результат | Місце  |
| ---- | -------- | ---------------------- | - | - | - | --------- | ------ |
| 2003 | Миколаїв | 63-й чемпіонат України | 4 | 1 | 4 | 6 з 9     | 4      |
| 2004 | Алушта   | 64-й чемпіонат України | 4 | 1 | 4 | 6 з 9     | 6      |
| 2005 | Алушта   | 65-й чемпіонат України | 6 | 0 | 3 | 7½ з 9    | Gold   |
| 2006 | Одеса    | 66-й чемпіонат України | 5 | 0 | 6 | 8 з 11    | Silver |
| 2012 | Харків   | 72-й чемпіонат України | 4 | 0 | 5 | 6½ з 9    | Bronze |
| 2014 | Львів    | 74-й чемпіонат України | 0 | 1 | 0 | 0 з 1     | DNS    |

## Державні нагороди
- Орден княгині Ольги III ст. (16 червня 2006) — за здобуття першого місця на 37-й Всесвітній шаховій олімпіаді, піднесення міжнародного престижу України[48]
- Орден княгині Ольги II ст. (30 січня 2013) — за досягнення визначного результату на чемпіонаті світу з шахів серед жінок (м. Ханти-Мансійськ, Російська Федерація, 2012 рік), вагомий особистий внесок у зміцнення міжнародного спортивного авторитету Української держави[49][50]
- Відзнака Президента України — ювілейна медаль «25 років незалежності України» (2016).[51]